# باولا بير
باولا بير (بالألمانية: Paula Beer)‏ هي ممثلة ألمانية، ولدت في 1 فبراير 1995 ببرلين في ألمانيا. بدأت مشوارها المهني سنة 2010، ومن الجوائز التي نالتها Marcello Mastroianni Award ‏ سنة 2016 وBavarian Film Awards ‏ سنة 2010، كانت باولا أيضًا عضو لجنة تحكيم مهرجان كان للمسلسلات في نسخته الأولى عام 2018.

## جوائز
- Marcello Mastroianni Award [الإنجليزية]‏ (2016)
- Bavarian Film Awards [الإنجليزية]‏ (2010)

## وصلات خارجية
- باولا بير على موقع IMDb (الإنجليزية)
- باولا بير على موقع ميتاكريتيك (الإنجليزية)
- باولا بير على موقع روتن توميتوز (الإنجليزية)
- باولا بير على موقع مونزينجر (الألمانية)
- باولا بير على موقع قاعدة بيانات الأفلام العربية
- باولا بير على موقع ألو سيني (الفرنسية)
- باولا بير على موقع ميوزك برينز (الإنجليزية)
- باولا بير على موقع أول موفي (الإنجليزية)
- باولا بير على موقع قاعدة بيانات الأفلام السويدية (السويدية)
- باولا بير على موقع ديسكوغز (الإنجليزية)